# Insectívoro

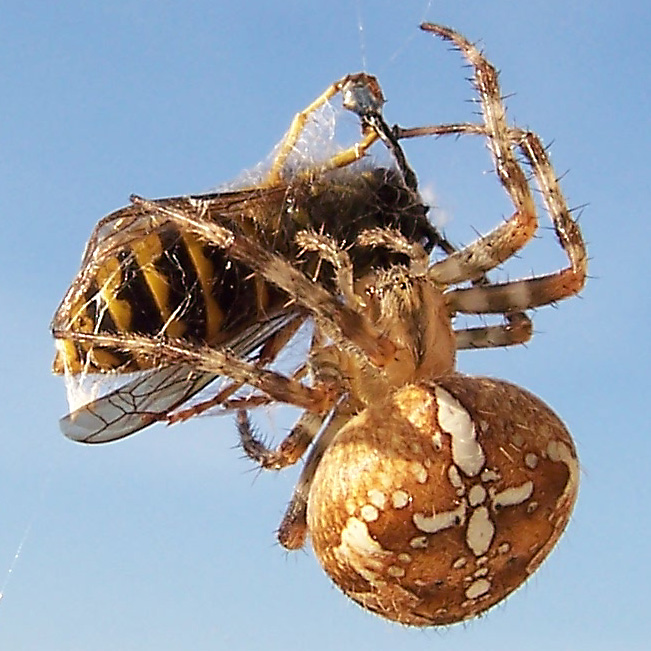
Araña.

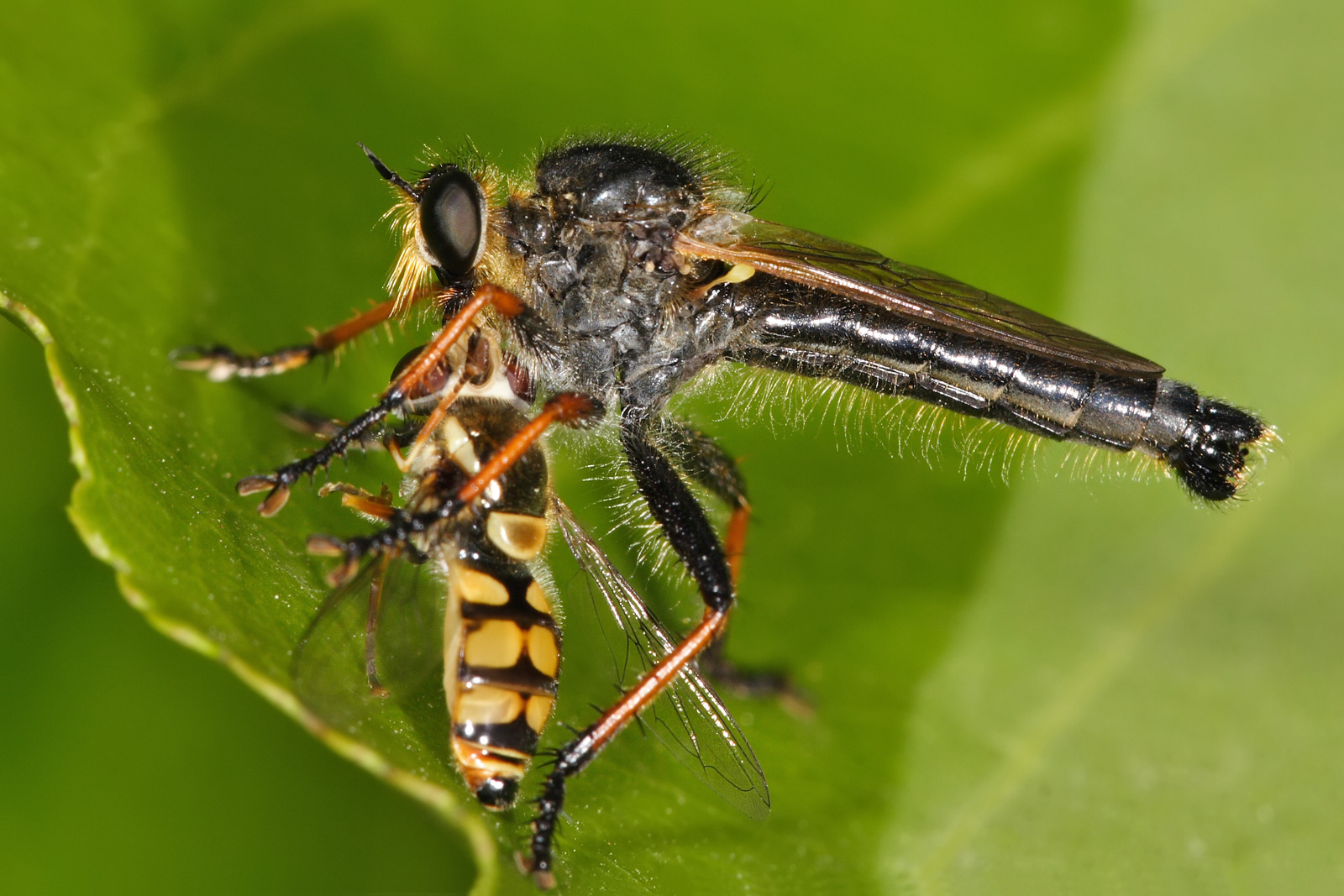
Mosca Asilidae comiendo una mosca Syrphidae.

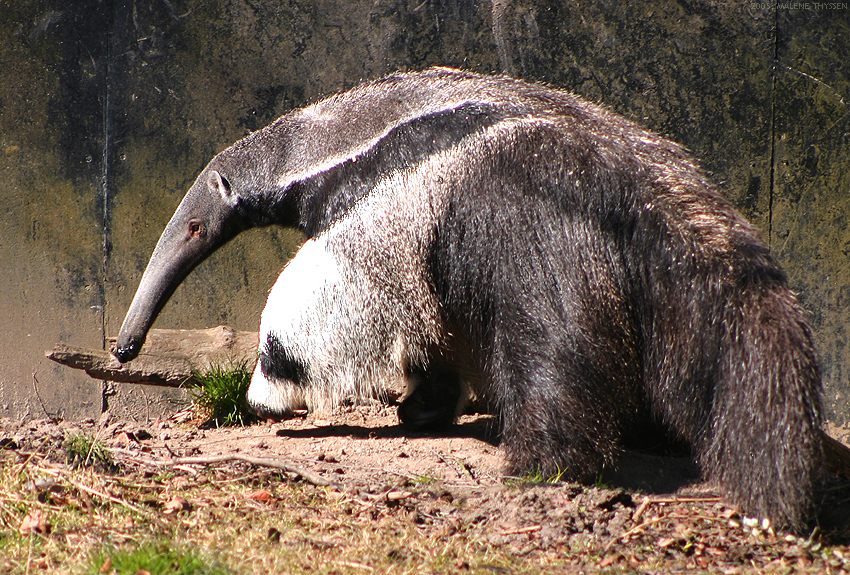
Oso hormiguero gigante, un mamífero mirmecófago

Se denomina insectívoro o entomófago a cualquier organismo depredador de insectos.
Si bien los insectos son pequeños su número total es tan grande que constituyen una parte muy considerable de la biomasa animal en todos los ambientes terrestres.: 1958  En los pastizales de Queensland, por ejemplo, normalmente el peso total de las larvas de escarabajos bajo la superficie de la tierra es mayor que el del ganado que pasta sobre la superficie. [cita requerida] Por consiguiente los insectos constituyen un eslabón de gran importancia en la cadena alimentaria y desempeñan un papel fundamental en casi todos los ecosistemas terrestres.: 13 
Muchos animales dependen de los insectos como parte fundamental de su dieta. También hay muchos otros que, si bien tienen una dieta más variada y por consiguiente no son considerados insectívoros, suplementan su dieta en forma significativa con proteína animal proveniente de los insectos, especialmente durante la época de la cría. 
Algunos ejemplos de insectívoros incluyen a muchas aves, como las golondrinas, los papamoscas, los tiránidos y los parúlidos; mamíferos como los murciélagos y osos hormigueros. También muchos lagartos, ranas y peces son insectívoros. Prácticamente todas las arañas son insectívoras. Además hay numerosos insectos que son insectívoros, como coccinélidos, avispas, mántidos, libélulas, etc.: 56–57 
Si la dieta mayoritaria es a base de hormigas y termitas el animal recibe el nombre de mirmecófago.

## Control biológico
Debido al impacto económico que tienen las plagas de insectos, se han utilizado diversos organismos insectívoros para controlarlas. Ejemplos de controles biológicos son los coccinelidos, mántidos, parasitoides (avispas y moscas en su mayoría), golondrinas, etc.

### Mosquitos
En España, las especies depredadoras de mosquitos, ya sea en su fase larvaria acuática, ya sea en su fase adulta aérea, incluyen al petirrojo, el ruiseñor, las golondrinas, la gambusia, la carpa, las ranas, las salamanquesas y los murciélagos.

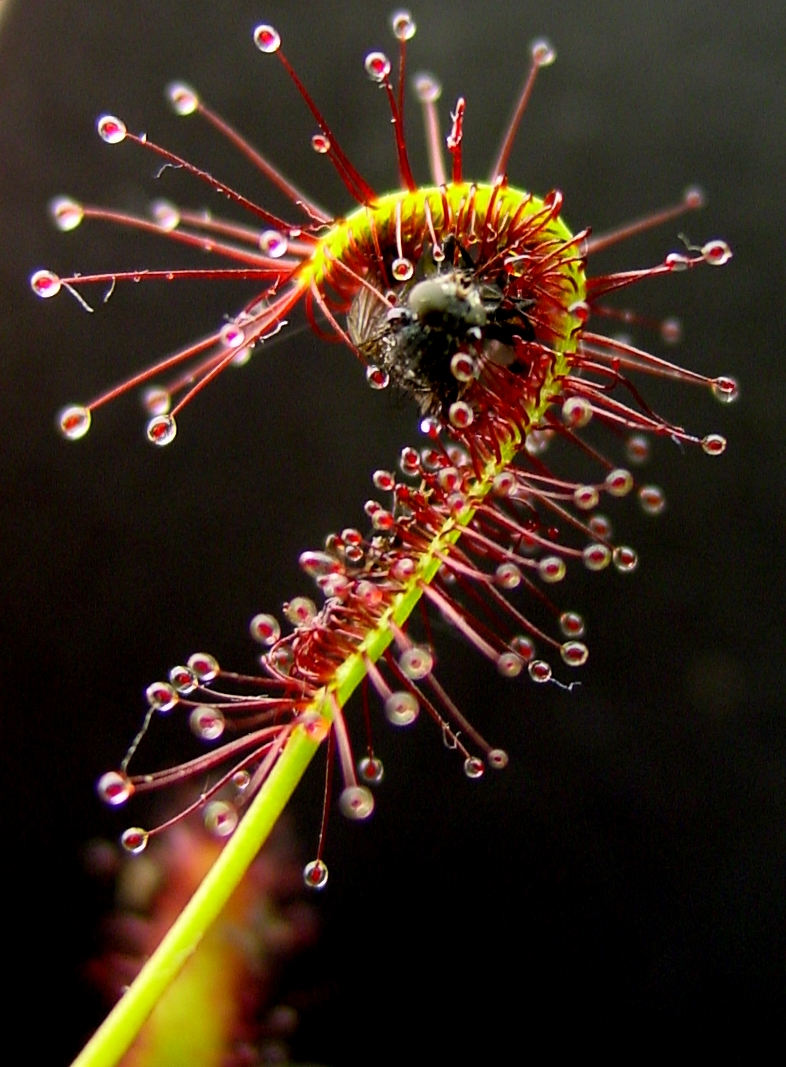
Drosera capensis, atrapando a un insecto

## Plantas insectívoras
También existen plantas insectívoras como las droseras y otras Nepenthales. Éstas en general crecen en suelos pobres en nitrógeno y suplementan su dieta con proteína animal que contiene este elemento. En principio no son estrictamente insectívoras ya que obtienen la mayor parte de su alimento de otras fuentes como las demás plantas.: 14 
Charles Darwin escribió el primer tratado sobre este tema, Insectivorous Plants.